# 데라야마 쓰바사
데라야마 쓰바사(일본어: 寺山 翼, 2000년 4월 10일~)는 일본의 축구 선수이다.

## 구단 경력
그는 2017년부터 2018년까지 J3리그의 FC 도쿄 U-23에서 뛰었다. 2019년부터 2022년까지 준텐도 대학에서 활동했다. 2022년 J1리그의 FC 도쿄에 입단했다. 2024년 8월 사간 도스로 임대 이적했다. 2025년 FC 도쿄로 복귀했다.